# Rising Nations Initiative
Die Rising Nations Initiative (RNI) ist eine Initiative vor allem pazifischer Inselstaaten, die durch den Klimawandel existenziell betroffen sind. Sie rechnen damit, dass ihre sehr niedrigen, nur ein bis zwei Meter über dem Meeresspiegel gelegenen Atolle noch in diesem Jahrhundert vom Meer überspült werden. Die RNI wurde im September 2022 von den Inselstaaten Tuvalu und den Marshallinseln gegründet. Gefördert wird sie von dem Globalen Zentrum für Klimamobilität (Global Centre for Climate Mobility, GCCM), das wiederum von mehreren UN-Organisationen unterstützt wird.
Die RNI forderte Ende Mai 2023 zusammen mit dem GCCM und der Robert Bosch Stiftung die Bundesregierung in einem Appell dazu auf, die Zukunft der Pazifikinseln zu einem Schwerpunkt der deutschen Klimaaußenpolitik zu machen.

## Mitgliedsstaaten
Die Initiative wird von insgesamt 15 Inselstaaten getragen, darunter folgende, die bis zum Jahr 2100 unbewohnbar sein werden:
- Kiribati
- Malediven
- Marshallinseln
- Nauru[4]
- Tuvalu

## Vier-Punkte-Plan
Die RNI hat einen Vier-Punkte-Plan erstellt, um die Souveränität, die Rechte, die Kultur und das Erbe der Inselstaaten zu bewahren:
1. Vorantreiben einer politischen Erklärung, die die Verpflichtung der internationalen Gemeinschaft bekräftigt, die Souveränität und die Rechte der pazifischen Atoll-Inselstaaten zu wahren, die mit der existenziellen Bedrohung durch den Meeresspiegelanstieg konfrontiert sind.
2. Umfassendes Programm zum Aufbau und zur Finanzierung von Projekten zur Verbesserung der Anpassungsfähigkeit lokaler Gemeinschaften, zur Aufrechterhaltung des Lebensunterhalts sowie Bemühungen zum Schutz der ausschließlichen Wirtschaftszonen der pazifischen Atoll-Inselstaaten.
3. Unterstützung des Projektes „Kulturerbe der aufstrebenden Nationen“, das die reiche Kultur und das einzigartige Erbe eines jeden Landes lebendig halten und dafür sorgen wird, dass alle künftigen Generationen die einzigartige Schönheit und den Reichtum des Erbes und der Kultur ihres Landes erleben können.
4. Unterstützung der pazifischen Atoll-Inselländer bei der Erlangung des UNESCO-Welterbetitels, der Anerkennung des außergewöhnlichen universellen Wertes für die Menschheit inmitten der Klimakrise und der Mobilisierung von Anstrengungen und Ressourcen zum Schutz des kulturellen und geografischen Erbes dieser Länder.

## Umsiedlungspläne
Anfang November 2023 haben das niedrig gelegene Tuvalu und Australien ein Abkommen zur Aufnahme der Einwohner Tuvalus geschlossen. Zunächst werden jährlich 280 Einwohner von Australien aufgenommen. Jedoch will Australien allen über 11.000 Einwohnern Tuvalus Klima-Asyl gewähren.